# Ars Boni et Aequi
Ars Boni et Aequi es una revista semestral chilena, a cargo de la Escuela de Derecho de la Universidad Bernardo O'Higgins, dedicada a los temas jurídicos. La revista tiene el cometido de contribuir al desarrollo de la ciencia jurídica a través de la publicación de investigaciones originales e inéditas circunscritas a las diversas ramas del derecho, que invite a todos los operadores jurídicos a un constante estudio, reflexión, análisis, crítica y proposiciones en el ámbito jurídico iberoamericano. 
Actualmente la revista se encuentra dividida en las siguientes secciones: estudios, comentarios de jurisprudencia, recensiones, en los cuales se incluyen trabajos tanto en español, como en inglés. Y se encuentra indizada en diferentes bases de datos, entre ellas Proquest, EBSCO, Dialnet, Vlex, Westlaw, El Mercurio Legal y Latindex-Catálogo.
En la editorial del primer número de la revista, el exdecano Sergio Gaete Rojas decía:
“El nombre escogido, “Ars Boni et Aequi”, tomado de la definición de Derecho que nos ofrece Celso en el Corpus luris Civilis de Justiniano, no es casualidad.
Por una parte, al recordar que la naturaleza de nuestro objeto de estudio es la “técnica de lo bueno y lo equitativo” hemos pretendido destacar que, si bien los conocimientos específicos de cualquier índole suelen referirse a cuestiones eminentemente “técnicas”, no puede olvidarse jamás que toda actividad humana, y por cierto la actividad jurídica, debe sustentarse en sólidos y omnipresentes valores. Esto último es representativo del pensamiento más profundo con que nuestra Universidad enfrenta su misión educativa.
Por otra parte, con la selección de esta vieja y autorizada cita celsina también hemos querido subrayar la esencial universalidad de la ciencia jurídica. Dicha universalidad -reclamo ineludible de su carácter de ciencia- hace que resulte indispensable el estudio de todos los estadios evolutivos de la experiencia jurídica que se observan a través de la Historia y, asimismo, obliga a la observación de todas las realidades jurídicas y todas las opiniones de los juristas del orbe. Este espíritu netamente científico, exorbitante de las realidades legislativas nacionales, es el que mueve a nuestra Facultad de Derecho”.

## Directora responsable
- Regina Ingrid Díaz Tolosa, Universidad Bernardo O’Higgins, Chile

## Comité editorial
- Julio Alvear Téllez, Universidad del Desarrollo, Chile.
- Carlos Amunátegui Perelló, Pontificia Universidad Católica de Chile, Chile.
- Carlos Darío Barrera, Pontificia Universidad Javeriana, Colombia.
- Jakob Fortunat Stagl, Universidad de Chile, Chile.
- María Leoba Castañeda Rivas, Universidad Nacional Autónoma de México, México.
- José Díaz Nieva, Universidad Santo Tomás, Chile.
- María Candelaria Domínguez Guillén, Universidad Central de Venezuela, Venezuela.
- Miriam Henríquez Viñas, Universidad Alberto Hurtado, Chile.
- Eduardo Hernando Nieto, Pontificia Universidad Católica del Perú, Perú.
- Carlos Isler Soto, Universidad Bernardo O’Higgins, Chile.
- Raúl Madrid Ramírez, Pontificia Universidad Católica de Chile, Chile.
- Consuelo Martínez-Sicluna y Sepúlveda, Universidad Complutense, España.
- Marcelo Nasser Olea, Universidad de Los Andes, Chile.
- Waldo L. Parra, Universidad de Viña del Mar, Chile.
- Francisco Pinilla Rodríguez, Universidad Central, Chile.
- Juan Manuel Portilla Gómez, Universidad Nacional Autónoma de México, México.
- Cristine Zanella, Faculdade de Direito de Santa María, Brasil.

## Equipo editorial
Secretaria de Redacción
- Loreto Santibáñez Muñoz, Universidad Bernardo O’Higgins, Chile.

Asistente de redacción
- Iván Verdejo Clavero, Universidad Bernardo O’Higgins, Chile.